# Peter Horton (actor)
Peter Horton (Bellevue, Washington, 20 de agosto de 1953) es un actor y director estadounidense. Interpretó al profesor Gary Shepherd en la serie de televisión Thirtysomething desde 1987 hasta 1991. También  realizó el papel principal en la película de terror Children of the Corn (1984).

## Biografía y educación
Horton nació en Bellevue, Washington, de un padre que trabajaba en el negocio naviero. Asistió a la Redwood High School en el Condado de Marin, California, y al Principia College en Illinois. Posteriormente asistió a la Universidad de California en Santa Bárbara, donde recibió una licenciatura en composición musical.

## Carrera
Durante su participación en Thirtysomething, la revista People lo nombró una de las "50 personas más bellas". Horton actuó en programas de televisión como St. Elsewhere, The White Shadow, Dallas, Eight Is Enough, In Treatment y The Geena Davis Show, interpretó el papel principal en la serie de corta duración Brimstone e interpretó a Crane McFadden en la serie de una temporada (1982-1983) Seven Brides for Seven Brothers. Interpretó a Jacob en la película Split Image de 1982, al padre Mahoney en la película Where the River Runs Black de 1986, a Roy Fox en la película Two Days in the Valley de 1996, e interpretó a Burt Stanton en la película de Stephen King de 1984 Children of the Corn. Tuvo un papel menor en la comedia romántica de Seattle de Cameron Crowe, Singles. Interpretó a Harry Landers en el sketch "Hospital" de Amazon Women on the Moon junto a su esposa Michelle Pfeiffer, a quien había dirigido previamente en el especial Afterschool de ABC One Too Many en 1985. Horton también apareció en la versión cinematográfica para televisión de 1997 del libro de Jon Krakauer Into Thin Air: Death on Everest, interpretando a Scott Fischer, el líder de la desastrosa escalada de 1996 al Monte Everest. También estuvo en la película Sideout (1990) como Zach Barnes, un ex campeón de voleibol en decadencia. Como director ha trabajado en varias series de televisión, entre ellas The Shield, Thirtysomething, The Wonder Years, Once and Again, y dirigió el piloto de Grey's Anatomy, así como los pilotos de Class of '96, Birdland, Dirty Sexy Money, The Philanthropist y Reconstruction. Dirigió la película de 1990 para televisión Extreme Close-Up, así como el largometraje de 1995 The Cure. Como productor, produjo Reconstruction (que cocreó), Lone Star, The Philanthropist, The Body Politic (que también cocreó), Grey's Anatomy, Six Degrees y Murder Live (para la que escribió la historia).
Apareció en el documental Who Killed the Electric Car? y es miembro de la junta directiva de la Alianza Ambiental.
Desde 2010, Horton es productor ejecutivo y director de Grey's Anatomy en ABC, y produjo y dirigió The Philanthropist de NBC. En 2015, firmó un acuerdo con Universal TV. Su compañía productora es Pico Creek Productions. Horton cocreó la serie de 2015 American Odyssey.

## Filmografía

### Películas
| Año  | Título                             | Papel               | Notas         |
| ---- | ---------------------------------- | ------------------- | ------------- |
| 1980 | Serial                             | Miembro de un culto |               |
| 1980 | Fade to Black                      | Joey                |               |
| 1982 | Split Image                        | Jacob               |               |
| 1984 | Children of the Corn               | Burt Stanton        |               |
| 1986 | Where the River Runs Black         | Padre Mahoney       |               |
| 1987 | Amazon Women on the Moon           | Harry Landers       |               |
| 1990 | Side Out                           | Zack Barnes         |               |
| 1992 | Singles                            | Jamie               |               |
| 1995 | The Baby-Sitters Club              | Patrick             |               |
| 1996 | 2 Days in the Valley               | Roy Foxx            |               |
| 1997 | The End of Violence                | Brian               |               |
| 1998 | T-Rex: Back to the Cretaceous      | Dr. Donald Hayden   |               |
| 2004 | The Dust Factory                   | Lionel              |               |
| 2005 | Happy Endings                      | Ted el urólogo      | No acreditado |
| 2005 | The Naked Brothers Band: The Movie | Peter Horton        |               |
| 2018 | Family                             | Charlie             |               |

### Televisión
| Año        | Título                          | Papel                       | Notas                  |
| ---------- | ------------------------------- | --------------------------- | ---------------------- |
| 1979       | The White Shadow                | Raymond Collins             | 1 episodio             |
| 1979       | Kaz                             | Ron                         | 1 episodio             |
| 1979       | Dallas                          | Wayne                       | 2 episodios            |
| 1979       | The Runaways                    | Sam Barnard                 | 1 episodio             |
| 1979       | She's Dressed to Kill           | Tony Smith                  | Película de televisión |
| 1979       | Eight Is Enough                 | Marty / Eric                | 2 episodios            |
| 1981       | Miracle on Ice                  | Jack O'Callahan             | Película de televisión |
| 1981       | Freedom                         | Bill                        | Película de televisión |
| 1981       | Flamingo Road                   | Scott                       | 1 episodio             |
| 1982-1983  | Seven Brides for Seven Brothers | Crane McFadden              | 22 episodios           |
| 1983       | St. Elsewhere                   | Barry Dorn                  | 1 episodio             |
| 1983       | Choices of the Heart            | Doug                        | Película de televisión |
| 1983       | Sawyer and Finn                 | Tom Sawyer                  | Película de televisión |
| 1987-1991  | Thirtysomething                 | Gary Shepherd               | 85 episodios           |
| 1993       | Class of '96                    | Profesor Hartman            | Piloto                 |
| 1994       | Children of the Dark            | Jim Harrison                | Película de televisión |
| 1994       | The Gift                        | Joe                         | Película de televisión |
| 1996       | Death Benefit                   | Steven Keeney               | Película de televisión |
| 1996       | Crazy Horse                     | George Armstrong Custer     | Película de televisión |
| 1997       | Murder Live!                    | Teniente Clay Maloney       | Película de televisión |
| 1997       | Gun                             | Jack Keyes                  | 1 episodio             |
| 1997       | Into Thin Air: Death on Everest | Scott Fischer               | Película de televisión |
| 1998       | From the Earth to the Moon      | Director de documental      | 1 episodio             |
| 1998-1999  | Brimstone                       | Ezekiel Stone               | 13 episodios           |
| 2000-2001  | The Geena Davis Show            | Max Ryan                    | 22 episodios           |
| 2003       | Karen Sisco                     | Ray Nicolette               | 1 episodio             |
| 2003       | Thoughtcrimes                   | Dr. Michael Welles          | Película de televisión |
| 2003, 2004 | Line of Fire                    | Nick Brustin                | 2 episodios            |
| 2004       | While I Was Gone                | Eli Mayhew                  | Película de televisión |
| 2004       | LAX                             | Alex                        | 1 episodio             |
| 2007       | Six Degrees                     | Señor observando el eclipse | 1 episodio             |
| 2007       | Brothers & Sisters              | Warren Salter               | Piloto no emitido      |
| 2008       | In Treatment                    | Zack                        | 1 episodio             |
| 2010       | Life Unexpected                 | Grant Cassidy               | 1 episodio             |
| 2012       | CSI: NY                         | Cade Conover                | 1 episodio             |
| 2018       | New Amsterdam                   | Cardiólogo                  | Piloto                 |